# Pablo Herrera González
Pablo Herrera González (Pujilí, Imperio español, 25 de enero de 1820 – Quito, Ecuador, 19 de febrero de 1896) fue un abogado, anticuario, escritor, periodista y político ecuatoriano. Ejerció como presidente (Pentavirato), vicepresidente, diputado, senador, ministro del Ecuador, entre otros cargos.

## Biografía
Hijo del presbítero Manuel Herrera Salcedo y de N. González.

### Estudios universitarios
Realizó sus estudios universitarios en la ciudad de Quito, que culminó en 1845, en momentos en que en la ciudad de Guayaquil ya había estallado la revolución marcista que causó la caída del régimen del general Juan José Flores. Se incorporó como abogado el 1° de julio de 1850.

### Carrera política
En 1853 inició su vida política cuando fue elegido concejal de Quito. En 1857, ejerció la secretaría de la Cámara de Senadores. En 1857, en unión de Rafael Carvajal y Gabriel García Moreno, fue redactor del periódico “La Unión Nacional”, dedicado a combatir y fustigar al régimen del Gral. Francisco Robles; quien, por aquello, dispuso su encarcelamiento y exilio, en el mismo citado año.
Al alcanzar el poder Gabriel García Moreno, fue elegido diputado por la provincia de Pichincha, pero luego el presidente García Moreno lo nombró Subsecretario del Ministerio de lo Interior. En 1861, fue nombrado Secretario de la Asamblea Constituyente. En 1864 fue designado Ministro de lo Interior y de Relaciones Exteriores, cargo en el que actuó hasta 1865 en que acabó el primer período presidencial de García Moreno. Luego de ello, en 1867 fue investido Presidente de la Corte Suprema de Justicia. 
En 1869 fue ministro de Gobierno, en el segundo período presidencial de García Moreno. Ese mismo año fue también elegido diputado a la Constituyente y ministro de la Corte Suprema para un período de seis años. Fue uno de los fundadores de la Academia Ecuatoriana de la Lengua. La misma que, en su creación, se la estableció el  15 de octubre de 1874 y se instaló el 4 de marzo de 1875. En 1875 fue otra vez nombrado Presidente de la Corte Suprema de Justicia.
En 1875, junto a Camilo Ponce Ortiz, José Modesto Espinoza y Juan León Mera fundó el periódico “La Civilización Católica”, que utilizaron para combatir al gobierno de Antonio Borrero. 
En 1880, el general Ignacio de Veintemilla lo nombró director general de Instrucción Pública, pero dos años después, al proclamarse Veintemilla dictador, en unión de otros copartidarios conservadores, lo combatió enérgicamente. En 1883 al ser depuesta la dictadura de Veintemilla, junto a Rafael Pérez Pareja, Pedro Carbo, Gral. Agustín Guerrero Lizarzaburu y Dr. Luis Cordero Crespo, integró el Pentavirato o Junta de Gobierno Provisorio que gobernó al Ecuador desde el 14 de enero hasta el 15 de octubre de 1883. 
Durante el gobierno del Dr. Antonio Flores Jijón fue nombrado ministro fiscal de la Corte Suprema y plenipotenciario en Lima para tratar el problema limítrofe con el Perú, suscribiendo en Quito,-el 2 de mayo de 1890, con el plenipotenciario de aquel país, Dr. Arturo García Chávez, el Tratado Herrera-García, por el cual, creyendo resolver con ello el conflicto limítrofe que mantenía con el Perú, el Ecuador le cedía los derechos que tenía sobre Jaén, Mainas y gran parte de la cuenca del Amazonas. Tratado, que fue aprobado y ratificado por el Congreso del Ecuador el 19 de junio de dicho año, pero que no lo fue por el Congreso del Perú que, el 25 de octubre de 1893, pretendió alterarlo tratando de introducir dos modificaciones, por lo que el 25 de julio de 1894, el Congreso del Ecuador, declaró insubsistente el decreto parlamentario que lo había aprobado y ratificado.
El 1° de julio de 1892 asumió la vicepresidencia de la República, cargo que ejerció durante el gobierno del doctor Luis Cordero Crespo, hasta que renunció en 1894. En 1894, luego de su renuncia a la vicepresidencia, asumió por cuarta ocasión el Ministerio del Interior y de Relaciones Exteriores, correspondiéndole entonces la dura tarea de tratar de calmar a la población ecuatoriana, enaltecida a causa del sonado escándalo de la Venta de la Bandera.

## Obras
Destacado escritor, publicó obras siendo las más notorias:
- “Observaciones sobre el Tratado del 25 de enero de 1860, celebrado en Guayaquil entre los generales Ramón Castilla y Guillermo Franco”, la que se relaciona con el Tratado de Mapasingue también llamado Tratado Franco-Castilla y la Batalla de Guayaquil, publicado en 1860.
- “Ensayo sobre la Historia de la Literatura Ecuatoriana”, publicado en 1860.
- “Apuntes para la Historia de Quito”, publicados de 1870 a 1874.
- “Apunte Cronológico de las Obras y Trabajos del Cabildo de Quito desde 1534 a 1714”, publicado de 1880 a 1882.
- “Apuntes Biográficos del Gran Magistrado Dr. Gabriel García Moreno”, publicado en 1892.
- “Antología de Prosistas Ecuatorianos”, dos tomos, publicado en 1894.

Después de su muerte se publicaron varias de sus obras que todavía continuaban inéditas e igualmente varios alegatos, discursos y exposiciones.
Acostumbraba llevar un diario de los sucesos relevantes que se producían en Quito, estos escritos pasaron a dominio de la Compañía de Jesús, encontrándose actualmente en la biblioteca de Cotocollao.

## Fallecimiento
Ante el advenimiento de la Revolución Liberal se retiró de la vida pública, muriendo en la ciudad de Quito el 19 de febrero de 1896.